# 托爾吉夫
49°40′59″N 24°57′46″E / 49.68306°N 24.96278°E
托爾吉夫（烏克蘭語：Торгів），是烏克蘭西部的村莊，隸屬利維夫州的佐洛奇夫區。該村始建於1475年，面積0.82平方公里，海拔高度358米，2001年該城鎮人口174。